# Pontiothauma pacei
Pontiothauma pacei é uma espécie de gastrópode do gênero Pontiothauma, pertencente a família Raphitomidae.